# Gáti József
Gáti József (Budapest, 1915. május 24. – Budapest, 1998. április 21.) Aase-díjas magyar színész, érdemes és kiváló művész, tanár.

## Élete
1934-ben végzett a Színi Akadémián. Kezdetben a Royal Színház, majd a Bethlen téri Színház, 1936–37-ben a Pécsi Nemzeti Színház, 1938–1940 között a Thália Kamaraszínház tagja. 1945-től a Vígszínházban, 1949-től a Magyar Rádió színtársulatában, 1950-től az Úttörő Színházban, 1951-től a Magyar Néphadsereg Színházában, 1957-től a Petőfi és a Jókai Színházban, 1959-től a Nemzeti Színházban, 1984–85-ben ismét a Vígszínházban szerepelt.
1950-ben a Színház- és Filmművészeti Főiskola beszéd- és színészmesterség tanára lett. Letisztult stílus jellemezte előadó-művészetét. 1965-ben jelent meg A versmondás című könyve, amelyhez az elsők között mellékeltek hanglemezt.

## Főbb színházi szerepei
- Az ördög (Molnár Ferenc)
- Tartuffe (Molière)
- Oidipusz király (Szophoklész)
- Inkvizítor (G. B. Shaw: Szent Johanna)
- Péter apostol (Madách Imre: Az ember tragédiája)
- Aulich Lajos (Illyés Gyula: Fáklyaláng)
- Agamemnon (Aiszkhülosz: Oreszteia)
- Sir John of Gaunt (Shakespeare: II. Richárd)
- Coulmier (Peter Weiss: Marat halála)
- Don Pedro de Guzman (Lope de Vega: Sevilla csillaga)

## Filmjei

### Játékfilmek
- Aranyóra (1945)
- Beszterce ostroma (1948)
- Díszmagyar (1949)
- Erkel (1952)
- Föltámadott a tenger (1953)
- Tanár úr kérem (1956)
- A nagyrozsdási eset (1957)
- Dani (1957)
- Éjfélkor (1957)
- Micsoda éjszaka! (1958)
- A szélhámosnő (1963)
- Nem (1965)
- Szerelmes biciklisták (1965)
- Minden kezdet nehéz (1966)
- A törökfejes kopja (1973)
- Te rongyos élet (1983)
- A turné (1993)

### Tévéfilmek
- III. Richárd(wd) (1973)
- Lúdláb királynő (1973)
- Aranyborjú (1974)
- Felelet 1-6. (1975)
- Beszterce ostroma 1-3. (1976)
- Csongor és Tünde (1976)
- Brutus (1981)
- Pázmány (1987)

## Hangjáték, rádió
- Szántó György: Stradivari (1935)
- Janina Meravska: A santa-cruzi forgószél (1948)
- Katajev, Valentin: Távolban egy fehér vitorla (1948)
- Török Tamás: Őrszem a sátor előtt (1948)
- Abezgous-Brustein: Az elvarázsolt festmény (1949)
- Füsi József: Vihar a Tartuffe körül (1949)
- Konsztantin Szimonov: Orosz kérdés (1949)
- Rácz György: A kővendég (1949)
- Goldoni: A furfangos özvegy (1950)
- Kerekes Imre: Híd a Szamoson (1950)
- Nagy Ignác: Tisztújítás (1950)
- Anatolij Szofronov: Város a sztyeppen (1951)
- Asemov, Dragomir: Határszélen (1951)
- Bárány Tamás: Vasból való vár (1952)
- Diderot: Az apáca (1953)
- Sinclair Lewis: Dr. Arrowsmith (1954)
- Fodor József: A végső szín (1955)
- Thomas Mann: Mario és a varázsló (1955)
- Vészi Endre: Szélvihar Kőszegen (1955)
- Hegedűs Géza: Szerelem a fűzfák alatt (1957)
- Maugham, Sommerset: A hódítás iskolája (1957)
- Kun Imre: És elmentek hozzá az emberek... (1958)
- Csehov, Anton Pavlovics: Fölfelé a létrán (1960)
- Eötvös Károly: A vén tölgy meséje (1961)
- Alexis Parnisz: Ikarosz szárnya (1962)
- Hegedűs Gyula: Thézeusz és Ariadné (1963)
- Vörösmarty Mihály: A bujdosók (1963)
- Euripidész: Ion (1964)
- Kármán József: Fanni hagyományai (1964)
- Carel és Jozef Capek: A rovarok életéből (1965)
- Eich, Günther: A viterbói lányok (1965)
- Feuchtwanger: Goya (1965)
- Gáspár Margit: Egyedül a toronyban (1965)
- Hegedűs Géza: Martinuzzi (1965)
- Morthon Thompson: Az élet ára (1965)
- Conan Doyle, Arthur: A sátán kutyája (1966)
- Mikszáth Kálmán: Páva a varjúval (1966)
- Simenon, George: A besurranók (1966)
- Alan King: A Booher-ügy (1967)
- Hegedűs Géza: A kiskirályoktól Nagy Lajos királyig (1967)
- Sarkadi Imre: A gyáva (1967)
- Solohov, Mihail: Csendes Don (1967) (rendező)
- Wladislaw Reymont: Parasztok (1968)
- „Fölöttem csak a csillagvilágok…” – Rádiókompozíció Goethe műveiből (1969)
- Grothe, Horst: A harmadik pecsét (1974)
- Misarin, Alexandr: A feladatot vállalom (1975)
- Otfried Preussler: Egy kicsi szellem visszatér (1976)
- Tersánszky Józsi Jenő: Az örökéletű virágok (1976)
- Zoltán Péter: Picasso (1977)
- Victor Hugo: Nyomorultak (1978) (rendező)
- Voltaire: A vadember (1979)
- Zoltán Péter: A dárdavivő (1980)
- Kosztolányi Dezső: Aranysárkány (1982)
- Ottlik Géza: Minden megvan (1983)
- Szép Ernő: Május (1983)
- Csukás István: Gyalogcsillag (1985)
- Fendrik Ferenc: Akar örökölni? (1985)
- Hernádi Gyula: Gólem (1986)
- Török Tamás: Kemény Zsigmond hallgatása (1992)
- Herczeg Ferenc: Az élet kapuja (1994)
- Kosztolányi Dezső: A szörny (1994)

## Elismerései
- Érdemes művész (1975)
- Kiváló művész (1986)
- Aase-díj (1994)